# Poul Pedersen
Poul Pedersen (Aarhus, 1932. október 31. – 2016. december 23.) olimpiai ezüstérmes dán labdarúgó, csatár.

## Pályafutása

### Klubcsapatban
1950 és 1964 között az Aarhus GF játékosa volt, ahol négy-négy bajnoki címet és dán kupa győzelmet ért el a csapattal. Az aktív labdarúgástól 1964-ben vonult vissza.

### A válogatottban
1953 és 1964 között 50 alkalommal szerepelt a dán válogatottban és 17 gólt szerzett. Tagja volt az 1960-as római olimpián részt vevő válogatottnak, amely ezüstérmet szerzett.

## Sikerei, díjai
Dánia
- Olimpiai játékok
  - ezüstérmes: 1960, Róma

 Aarhus GF
- Dán bajnokság
  - bajnok (4): 1954–55, 1955–56, 1956–57, 1960
- Dán kupa
  - győztes (4): 1955, 1957, 1960, 1961